# مايك باريت (لاعب كرة سلة مواليد 1943)
مايك باريت (بالإنجليزية: Mike Barrett) مواليد 05 سبتمبر 1943 في مونتغمري - الوفاة 8 أغسطس 2011، كان لاعب كرة سلة أمريكي. بدأ مسيرته الاحترافية في سنة 1969. حمل الرقم 20. بلغ طوله 6 قدم 2 بوصة (1.9 م). مثّل منتخب بلاده. شارك في دورة الألعاب الأولمبية الصيفية سنة 1968. اعتزل اللعب في 1973.

## الميداليات
| الميدالية | المسابقة                       |
| --------- | ------------------------------ |
| ذهبية     | الألعاب الأولمبية الصيفية 1968 |

## روابط خارجية
- مايك باريت على موقع الاتحاد الدولي لكرة السلة (الإنجليزية)
- مايك باريت على موقع سبورتس رفرنس (الإنجليزية)
- مايك باريت على موقع بروبوليرز (الإنجليزية)
- مايك باريت على موقع سبورتس رفرنس (الإنجليزية)
- مايك باريت على موقع أوليمبيديا (الإنجليزية)